# Formální vědy
Formální vědy jsou vědní obory studující abstraktní struktury popsané formálními systémy. Patří sem logika, matematika, statistika, teoretická informatika, umělá inteligence, teorie informace, teorie her, teorie systémů, teorie rozhodování a teoretická lingvistika. Zatímco přírodní vědy a sociální vědy se snaží charakterizovat fyzikální systémy a sociální systémy pomocí empirických metod, formální vědy používají jazykové nástroje k charakterizaci abstraktních struktur popsaných formálními systémy. Formální vědy pomáhají přírodním a společenským vědám tím, že poskytují informace o strukturách, používaných k popisu fyzického a sociálního světa, a o tom, jaké závěry o nich lze činit.